# Прусская тайная полиция
Прусская тайная полиция (нем. Preußische Geheimpolizei) была частью силового аппарата Пруссии в XIX — начале XX веков.
В 1851 году полицейские силы Австрии, Пруссии, Баварии, Саксонии, Ганновера, Бадена и Вюртемберга создали Полицейский союз германских государств. Он был специально организован для подавления политического инакомыслия после революций 1848 года, охвативших германские земли. В течение следующих пятнадцати лет Союз проводил ежегодные встречи для обмена информацией. Карл Людвиг Фридрих фон Хинкельдей, комиссар полиции Берлина, был назначен королём Фридрихом Вильгельмом IV 16 ноября 1848 года. Он оказался ключевой фигурой в развитии тайной полиции в Пруссии, а также во всём союзе. К 1854 году, благодаря своим близким отношениям с королём, он был назначен генеральным директором полиции. Фактически он был министром полиции, независимым от министра внутренних дел. Фон Хинкельдей основал в Берлине политическую полицию Берлина и разработал прусский информационный каталог политических противников, сосредоточив внимание на революционерах, участвовавших в восстаниях 1848 года. Но поскольку он рассматривал Париж и Лондон как центры политических интриг, он стремился организовать охрану политических оппонентов за пределами национальных юрисдикций.
Прусская тайная полиция исторически имела плохую репутацию, поскольку это была модель, на которой позже было основано гестапо. Однако прусская тайная полиция обычно не участвовала в преследовании или злоупотреблении полицейскими полномочиями и не вела себя так, как другие силы тайной полиции.
Прусская тайная полиция была переименована в 1933 году в государственную тайную полицию (гестапо). Сама Пруссия была распущена как административное образование после Второй мировой войны.